# Lourdoueix-Saint-Michel
Lourdoueix-Saint-Michel è un comune francese di 366 abitanti situato nel dipartimento dell'Indre, nella regione del Centro-Valle della Loira.

## Società

### Evoluzione demografica
Abitanti censiti